# Federico Butera (sociologo)
Federico Butera (Milano, 9 gennaio 1940 – Milano, 10 febbraio 2025) è stato un sociologo italiano.
Studioso di organizzazione e architetto di organizzazioni complesse, ha fortemente contribuito al superamento dei modelli burocratici di organizzazione e delle forme taylor-fordiste del lavoro. Aveva iniziato con la progettazione delle isole di produzione alla Olivetti e ha proseguito poi con un gran numero di progetti di organizzazione e formazione nelle fabbriche e negli uffici e con una vasta pubblicazione di libri e articoli divenuti un punto di riferimento per la cultura organizzativa in Italia.
Dal 2015 al 2025 è stato Professore Emerito di Sociologia dell'organizzazione e Scienze dell'Organizzazione, essendo stato Ordinario presso l'Università degli Studi di Milano-Bicocca e prima all'Università degli Studi di Roma "La Sapienza". È anche stato Presidente della Fondazione Irso, l'organismo non profit in cui è stato trasformato l'IRSO - Istituto di Ricerca e Intervento sui Sistemi Organizzativi, da lui fondato e presieduto ininterrottamente fin dal 1974. Dal 1999 fino alla sua morte ha diretto la rivista Studi Organizzativi.

## Biografia
Di famiglia siciliana, nasce a Milano nel 1940 ma la famiglia torna in Sicilia subito dopo la guerra.

### Gli studi a Palermo
Vive e studia a Palermo, dove si diploma al Liceo Classico Garibaldi. Gli anni dell'Università sono anni di studio intenso e di passione civile. Studia organizzazione e legalità alla facoltà di Giurisprudenza di Palermo e si laurea con lode nel 1962 con una tesi in diritto civile avendo come relatori Gioacchino Scaduto e Piersanti Mattarella. È compagno di Paolo Borsellino. Frequenta insieme la scuola universitaria di giornalismo diretta da Mauro De Mauro, che gli insegna a fare ricerca affidandogli anche una piccola esercitazione didattica su Enrico Mattei, entro quella scottante inchiesta che forse gli decretò la morte bianca. Partecipa attivamente alla associazione studentesca dell'Unione goliardica italiana (UGI) di Palermo, ne dirige il giornale Università Democratica, con l'idea di "costruire una nuova università per una nuova Sicilia". Entra in rapporto con le organizzazioni democratiche siciliane, con persone come Pio La Torre e Danilo Dolci, con i giovani dell'UGI e dell'UNURI che sarebbero diventati negli anni ‘70 e ‘80 la classe dirigente politica italiana, da Gianni De Michelis a Achille Occhetto a Giorgio La Malfa, a Ettore Morezzi.
Una volta laureato si prepara al concorso della magistratura. Due mesi prima del concorso, accetta a ottobre del 1962 una offerta di lavoro della Olivetti, pensando di andare a imparare cosa è una impresa produttiva onesta e di tornare dopo sei mesi in Sicilia a contribuire a sviluppare imprese e lavoro.

### Gli anni all'Olivetti di Ivrea
In Sicilia non tornerà più se non per frequentare la famiglia e gli amici non emigrati. Nel 1963 si era sposato, nel 1965 nasce Fabrizio e nel 1969 Valentina.
A Ivrea vive 13 anni lavorando alla Direzione del personale con Nicola Tufarelli, Paolo Volponi e Giancarlo Lunati e incontrando i dirigenti e gli intellettuali che lo influenzeranno profondamente, fra cui in particolare Luciano Gallino e Cesare Musatti.
Butera inizia lavorando per sei mesi come operaio alla catena di montaggio e alle officine e dirà spesso che questa è stata l'esperienza che più ha influenzato il suo percorso professionale. Viene assegnato poi alla direzione del personale dove diventa presto responsabile del personale dei montaggi, poi degli stabilimenti di Agliè e di Scarmagno: approfondisce sul campo e con ampie letture i temi dell'alienazione operaia, dell'integrazione fra vita contadina e lavoro in fabbrica, del rapporto fra tecnologie e organizzazione, dell'innovazione. Sempre negli anni '60, con l'idea di tornare a Palermo partecipa e vince due concorsi per l'insegnamento di economia e di psicologia nelle scuole superiori ma non farà mai domanda.
Quando Volponi lo mette a capo dell'Ufficio Ricerca e Selezione Laureati incontra in tutta Italia 10.000 neolaureati e persone con esperienza e ne assume in tutta Italia 440, alimentando il sogno di una classe di giovani tecnici e manager che avrebbero potuto innovare e creare impresa di qualità anche al Sud. Viene nominato dirigente a 29 anni. Quando Luciano Gallino va via, nel 1969 gli viene chiesto di sostituirlo a Direttore del Servizio di Ricerche Sociologiche e Studi sull'Organizzazione (SRSSO). In questa responsabilità suscita e accompagna il programma di change management che la Olivetti avviò nel passaggio dalla meccanica all'elettronica che dette luogo fra l'altro alla nascita delle isole di produzione. Fu un percorso straordinario per suscitare lo "scrigno di competenze" di tecnici e dirigenti, per innovare le relazioni industriali, per progettare e sperimentare forme organizzative che superavano la catena di montaggio chapliniana, per avviare un percorso formativo enorme di migliaia di persone
Entra a far parte dell'International Council for Quality of Working Life di Emery, Trist, Davis e altri che gli danno incoraggiamento e respiro internazionali.
In parallelo inizia la sua vicenda universitaria. Aveva iniziato nel 1968 a insegnare Metodologia della Ricerca all'Università di Torino con Francesco De Bartolomeis. Si era specializzato nel 1971 in sociologia alla Harvard University e in Management Sciences alla Sloan School del Massachusetts Institute of Technology. Durante un lungo viaggio in USA scrive il suo primo libro I frantumi ricomposti e l'articolo sulle isole di montaggio tradotto in 7 lingue: il nuovo sistema produttivo della Olivetti basato sui gruppi di produzione acquista notorietà internazionale insieme a quello della Volvo, dell'IBM e altri.
Nel 1973 si dimette dalla Olivetti per una visione degli sviluppi organizzativi profondamente diversa da quella dell'amministratore delegato, Ammiraglio Ottorino Beltrami e per non aderire alla richiesta di diventare il capo di un nuovo ufficio organizzazione che avrebbe dovuto emanare ordini di servizio e preparare organigrammi in stile General Electric.

### L'Istituto di Ricerca Intervento sui Sistemi Organizzativi (RSO poi IRSO)
Nel 1974 Butera fonda a Milano l'Istituto di Ricerca Intervento sui Sistemi Organizzativi, di cui è tuttora Presidente: prima Istituto RSO, poi Istituto Irso, infine oggi Fondazione Irso. In oltre 45 anni di attività dell'Irso, accompagna il percorso di allontanamento da taylor-fordismo in Italia, animando progetti, conducendo ricerche, pubblicando libri e articoli, insegnando a giovani, quadri e dirigenti delle imprese e delle Pubbliche Amministrazioni. Adotta il metodo della ricerca-intervento. Dall'Istituto nascono società di consulenza (RSO spa, Main, Butera e Partners e altre) e Istituti Universitari.
In quegli anni da un nuovo matrimonio nasce il figlio Luigi.

### L'accademia a Roma e Milano
Fin dai tempi della Olivetti, aveva insegnato all'Università: dal 1970 al 1988 è stato professore a contratto o incaricato presso vari atenei: l'Università di Torino, l'Università della Calabria, il Politecnico di Milano, l'Università della California, Los Angeles, l'Henley Business School e altri. Nel 1988 vince il concorso come professore ordinario direttamente senza essere passato dal ruolo di ricercatore e associato e viene chiamato a ricoprire la prima cattedra di Sociologia dell'organizzazione all'Università La Sapienza di Roma.
Nel 2000 è visiting scholar alla Sloan School del Massachusetts Institute of Technology.
Dal 2001 al 2012 ricopre come professore ordinario la cattedra di Sociologia dell'organizzazione all'Università degli Studi di Milano-Bicocca e fonda il Corso di Laurea in Scienze dell'Organizzazione. Nel 2016 viene nominato Professore Emerito dal Ministro dell'Università e Ricerca Scientifica.
Dal 1968 in avanti conduce ricerche per l'Unione europea, l'ILO, il CNR e il MURST/MIUR e altri.
Oltre all'insegnamento accademico, in tutti quegli anni ha svolto una estesa attività di formazione manageriale per un gran numero di imprese, pubbliche amministrazioni, Università.

### La partecipazione a organismi internazionali, istituzioni e riviste scientifiche
È stato componente di diversi organismi nazionali e internazionali sui temi del lavoro e dell'organizzazione. Ha molto influenzato il suo percorso l'essere stato cooptato nell'Executive Committee dell'International Council for Quality of Working Life dal 1972 al 1980, con Eric Trist, Fred Emery, Louis E Davis. Dagli anni Ottanta è stato a lungo consulente dell' European Foundation for the Improvement of Working and Living Conditions. di Dublino. Per sei mesi ha vissuto a Ginevra come short term officer dell'International Labour Organisation di Ginevra. Dal 1989 è stato Chairman del "Committee on Social Effects of Automation" dell'IFAC.
È stato, membro di diversi organismi pubblici: Comitato Scientifico per la Formazione della Regione Lombardia; Comitato Scientifico del Ministero dello sviluppo economico; Comitato per la Valutazione del Dipartimento della funzione pubblica; Comitato di Coordinamento del Programma Innovazione X Imprese di Confindustria; Comitato di progettazione dei corsi per Capi Uffici Giudiziari della Scuola Superione della Magistratura; e altre
È stato presidente di Assoconsult, Associazione delle Società di Consulenza Italiane; Membro Consulta scientifica dell'APCO e dell'AIF.
Dal 2013 è stato componente dell'OIV (Organismo Indipendente di Valutazione) della Corte dei conti.
Ha animato diverse riviste scientifiche: oltre alla direzione di Studi Organizzativi che dirige dal 1996, è o è stato nel board di numerose riviste come Harvard Business Review Italia, Sociologia del lavoro, Next, FOR',, Sviluppo & Organizzazione, Economia e politica industriale  e altre.

### Vita privata
Dal 2000 vive a Milano con Roberta Morici e continua la sua attività pubblicistica, didattica, di progettazione organizzativa e di advising nella Fondazione Irso e con diverse Università Italiane.

## I contributi scientifici e i progetti
Federico Butera è autore di oltre 36 monografie e di oltre 200 saggi pubblicati in Italia e all'estero. Nell'arco di oltre 50 anni di attività scientifica e professionale ha "firmato" alcuni progetti che hanno innovato i modelli organizzativi di imprese e Pubbliche Amministrazioni italiane.
Nella sua attività di docenza ai giovani universitari, ai manager, ai sindacalisti alcuni dei concetti e metodi contenuti nelle sue opere hanno avuto un'ampia diffusione: ricerca-intervento, change management strutturale, partecipazione, ricomposizione del lavoro, team autoregolati, organizzazione reale, sistema socio-tecnico, modello organico di organizzazione, servizi interattivi, impresa rete, impresa integrale, pubblica amministrazione centrata sui servizi, ruoli aperti, mestieri e professioni a laga banda, e altro.

### Il taylor-fordismo e la ricomposizione del lavoro: professionalizzazione e team autoregolati
Come responsabile del SRSSO dell'Olivetti, con un percorso che oggi chiameremmo il change management, Butera accompagnò il processo di passaggio dalla meccanica alla elettronica nella produzione delle macchine da calcolo e da scrivere. La Olivetti era allora una azienda di 40.000 dipendenti che, a causa della concorrenza delle macchine elettroniche giapponesi, si trovava di fronte alla obsolescenza della sua tecnologia di base di prodotto e di produzione: dai pezzi di ferro ai chip. Di fronte ad una prima fase di panico aziendale, Butera scoprì che era possibile sviluppare e diffondere un modo di produzione efficace e flessibile diverso, smontando le lunghe catene di montaggio e costituendo le isole di produzione. Era una scoperta tratta dalla osservazione di quello che stava avvenendo in produzione in alcuni innovativi esperimenti localizzati. Butera e il suo team li studiarono, e insieme con i manager e tecnici della produzione li sperimentarono e proposero di diffonderli e di farne il nuovo modello di produzione. Nacquero così le Isole di Montaggio, le UMI che divennero un nuovo modo di produzione, che fu partecipato dal sindacato e attivò un imponente programma di formazione degli operai, quadri e dirigenti. L'Olivetti sopravvisse mentre l'Olimpia, il suo competitor più grande, chiuse.
Con il libro I frantumi ricomposti. Struttura e ideologia nel declino del taylorismo in America del '71, Butera mostrò che la ricomposizione del lavoro in frantumi nelle fabbriche e negli uffici era possibile progettando ruoli integri facendo dei team autoregolati le nuove unità del lavoro. Era il messaggio forte che il taylor-fordismo poteva essere superato, fino ad allora un tabù per aziende e sindacati, intellettuali di destra e di sinistra.
Queste idee furono realizzate concretamente nelle citate "isole di produzione" alla Olivetti e poi nel progetto alle acciaierie di Terni (narrato nel volume Lavoro Umano e prodotto tecnico, Einaudi) costituendo "gruppi di lavoro autoregolati", poi progettati in oltre venti imprese dell'elettronica, della siderurgia e della chimica a partire dalla metà degli anni '70.

### Ricerca intervento e change management: cambiare le organizzazioni con le persone
Federico Butera introduce in Italia la ricerca-intervento sull'organizzazione, inventata da Kurt Lewin e Eric Trist. Essa è "lo studio sistematico di una singola organizzazione (reparto, stabilimento, impresa, rete organizzativa), basato su una diagnosi relativa a problemi acuti del cliente e su una ipotesi conoscitiva che ha cittadinanza nella comunità scientifica: uno studio orientato verso il cambiamento concreto del modello organizzativo o di sue rilevanti proprietà, azione esso stesso in quanto implicante larga parte di formazione e sperimentazione, visibile alla direzione, alle rappresentanze dei lavoratori, alla comunità scientifica e al pubblico, che produce come output al tempo stesso un prodotto scientifico, un cambiamento, un apprendimento". In Italia la ricerca-intervento si sviluppò dal 1970, soprattutto attraverso due percorsi: da una parte la nascita della sociologia dell'organizzazione e della ricerca-intervento in Olivetti al Servizio di Ricerche Sociologiche e Studi sull'Organizzazione (Srsso) dall'altra la nascita e lo sviluppo dell'Istituto di Ricerca Intervento sui Sistemi Organizzativi.
Quel modello ebbe varie evoluzioni generando il metodo del Change Management Strutturale (GICS), che è alla base di molti progetti che alimentarono l'intensa attività di produzione scientifica di Butera, fra cui Honeywell-Bull, Ansaldo Ingegneria, Vodafone, Merloni, Amministrazione finanziaria, Ministero della Pubblica Istruzione, Uffici Giudiziari e molti altri. Di seguito alcune citazioni in sintesi
Il progetto degli Uffici delle Entrate avviato nel 1994 fu originato da una legge del '91 che unificava gli uffici dell'Iva, delle Imposte Dirette e del Registro: c'era una legge ma non c'era l'organizzazione. Gianni Billia, ex presidente dell'INPS e allora Segretario Generale delle Finanze, incaricò Butera di fare un progetto. Dopo una analisi accurata, fu proposto un modello: una Pubblica Amministrazione basata sulla eccellenza dei servizi e sulla efficacia degli accertamenti. Fu creato uno steering commettee, furono attivati 4 cantieri pilota. Dal modello funzionante di nuovo ufficio delle entrate, il passo ulteriore fu la generalizzazione a tutta l'amministrazione, l'implementazione tecnologica e organizzativa, e la formazione. Da questa esperienza nacque poi la nuova Agenzia delle Entrate. Metodi e soluzioni simili furono adottati in numerose Regioni e Comuni, e all'INPS.
Il progetto PICTO (Programma Integrato di Cambiamento Tecnico Organizzativo) fu un ampio programma del 2000 per cambiare il Sistema della Pubblica Istruzione, su incarico del Ministro Luigi Berlinguer, programma che attivò 40 sottoprogetti partecipati da dirigenti e insegnanti. Le aree di lavoro erano quattro: la "pubblica istruzione-rete"; i Centri di Servizi (che avrebbero dovuto integrare o sostituire i Provveditorati) a sostegno della Scuola dell'Autonomia; il sistema professionale e di valorizzazione degli insegnanti; la "piazza di Ninive" ossia una piattaforma di gestione della conoscenza che doveva connettere tutti gli insegnanti italiani sui temi organizzativi.
Nel 2009 si avviò insieme a Bruno Dente un progetto ambizioso commissionato dall'allora Ministro della Pubblica Amministrazione, Luigi Nicolais: una ricerca per la predisposizione di un programma nazionale di riorganizzazione delle Pubbliche amministrazioni centrali, su ispirazione del programma Reinventing Government di Clinton e Gore: un programma centrale che dà luogo o supporta progetti locali di cambiamento. Fu predisposto e pubblicato il rapporto Change management nelle Pubbliche Amministrazioni: una proposta". Il Ministro che succedette non implemento il programma,
Una applicazione ad un'unica amministrazione di quella idea del "cambiamento promosso dal vertice e realizzato dal basso" fu possibile nell'amministrazione della Giustizia a partire dal 2010. Il Ministro della Giustizia, il Ministro della Pubblica Amministrazione e le Regioni avevano concordato con l'Unione europea un progetto interregionale denominato Diffusione di buone pratiche negli Uffici Giudiziari in Italia finanziato dal Fondo Sociale Europeo. Al progetto aderirono 23 Regioni, 190 Uffici Giudiziari e furono attivati 700 cantieri esecutivi. Esso costituì un esperimento di valorizzazione del "margine di manovra" per il miglioramento organizzativo e gestionale alla portata dei poteri gestionali già esistenti del Gruppo Dirigente dei singoli Uffici Giudiziari. Il progetto di riorganizzazione degli Uffici Giudiziari della Lombardia, denominato Innovagiustizia, fu svolto da Fondazione Politecnico, Fondazione Irso e altri. Nell'ambito di tale progetto in particolare la Fondazione Irso seguì il progetto di riorganizzazione del Tribunale e della Procura di Monza, ricevendo quattro premi internazionali come il miglior progetto di riorganizzazione di una Pubblica Amministrazione. Attingendo a questa esperienza Butera, Dente e altri progettarono a partire dal 2015 il Corso per Aspiranti Capi degli Uffici Giudiziari della Scuola Superiore della Magistratura di Scandicci presieduta da Valerio Onida (oltre 600 magistrati impegnati per quattro giorni e mezzo).

### Organizzazione reale e modello organico di organizzazione: la società rientra nell'organizzazione
Nel libro Lavoro umano e prodotto tecnico pubblicato da Einaudi nel 1978, Butera dalla ricerca intervento presso l'acciaieria di Terni traeva e fondava il concetto di "organizzazione reale", cioè la struttura che si cela dietro lo "squinternato concetto di organizzazione informale" come lo definì Gouldner, ossia gli "strati organizzativi" di regolazione fatti di struttura formale, tecnologia, procedure, ma anche di cultura, norme sociali, pratiche sociali, forme di cooperazione, modalità di condividere conoscenza, comunità e altro. Questo cambia radicalmente l'oggetto della progettazione e sviluppo dell'organizzazione e del lavoro, superando la tradizionale dicotomia tra progettazione di organigrammi e mansionari da una parte, e formazione sui cosiddetti soft skills dall'altra.
Una vasta ricerca sull'industria italiana diede luogo nel 1984 al libro L'orologio e l'organismo. Il cambiamento organizzativo nella grande impresa in Italia. Venivano tratteggiati i caratteri di un emergente paradigma organizzativo, il modello organico di organizzazione in grado di superare i modelli burocratici e meccanici che hanno dominato le organizzazioni del XX secolo.

### Ruoli aperti e professioni a banda larga
Nel libro La divisione del lavoro in fabbrica del 1980 si avviò il programma di ricerca sui tecnici e i professional che Butera continuerà per tutta la sua vita. Non stava affatto avvenendo la preconizzata proletarizzazione dei tecnici, bensì la crescita di nuovi mestieri e professioni dotati di ambiti di autonomia e costituenti una forza produttiva fondamentale. Nel 1977 iniziò un progetto, voluto insieme da azienda e sindacato, ai laboratori di R&S di Pregnana della Honeywell Information System, l'ex centro di Ricerca e Sviluppo della Olivetti dove si era sviluppato il primo calcolatore italiano. Butera propose di identificare e governare l'organizzazione reale, in questo caso una expert dependent organization per supportare gli esperti e i creativi, e di rappresentare e gestire il sistema professionale, ossia l'insieme di conoscenze, competenze, prassi, regole deontologiche, modalità di formazione, sistemi di riconoscimento per fornire servizi di cui il pubblico si possa fidare. Esso è dato da tre dimensioni: i ruoli, le professioni, il modo di sviluppare e formare le persone
Il tema viene ripreso nell'88 con una ricerca fatta per l'ISFOL e pubblicata nel libro Dalle occupazioni industriali alle nuove professioni e poi da molti articoli, nel 1998 dal libro I lavoratori della conoscenza, originato da una ricerca sui capi intermedi della Fiat, e nel 2008 con il libro Knowledge Working. Lavoro, lavoratori, società della conoscenza, con Sebastiano Bagnara, Ruggero Cesaria, Sebastiano Di Guardo. In questi lavori vengono sottoposti a critica implacabile i concetti di mansione e posizione, che sono alla base dei sistemi di regolazione giuridica e delle relazioni industriali. Vengono proposti invece per la progettazione del lavoro, per la formazione e per lo sviluppo il concetto di ruolo integrale agito (ossia il "copione" che viene agito dalle persone in base alle loro capacità, competenze e aspettative) e il concetto di mestiere e professione a banda larga (che definisce al tempo stesso il sistema di erogazione di un servizio, la fonte della identità delle persone malgrado i cambi di attività, il sistema di gestione e sviluppo delle persone).
L'identificazione e la progettazione del lavoro dei tecnici e dei professionisti verso nuove professioni aziendali e la creazione di sistemi professionali innovativi è stata poi una costante dei progetti di ricerca e di progettazione di Butera e dell'Irso: oltre a Honeywell citato poi Univac, Telecom Italia, Enel, Finmeccanica, IBM, Finsiel, ENI, Poste, Enea, Fiat, INPS e molte altre.

### Automazione come progettazione congiunta di tecnologia, organizzazione e lavoro: la fabbrica automatica sotto controllo umano e gli "operai aumentati"
Butera aveva cominciato a occuparsi di automazione alla Olivetti e poi alla Dalmine. Il progetto Dalmine/Tenaris negli anni ‘70 dette luogo alla progettazione della "fabbrica automatica sotto controllo umano", ossia una organizzazione per processo e non per gerarchia. Essa fu l'esito di un grande progetto di investimento tecnologico, organizzativo, professionale integrato di un nuovo laminatoio di tubi senza saldatura che un team di ingegneri, esperti HR, formatori e consulenti svilupparono con successo e che poi fu riprodotto in altri 40 stabilimenti in tutto il mondo. I tecnici, animati da Alessandro Sinatra, operavano in team di innovazione e si sviluppava in fabbrica la figura dell'operaio di processo ("operaio aumentato" diremmo oggi) che, dismettendo la mansione definita da compiti prescritti, assunse un ruolo quasi-professionale: ossia operava per obiettivi/risultati (controllare le varianze del processo produttivo) e comunicava – con tutti i mezzi tecnologici e non- quanto rilevato a chi in stabilimento poteva intervenire.
Butera e i suoi team dell'Istituto RSO promossero negli anni ‘70 e ‘80 un gran numero di "organizzazioni per processo" anche all'Anic, alla Mondadori, alla Cassina, alla Cerestar e il ruolo di "operatori di processo" in un gran numero di stabilimenti e uffici.
Dal suo lavoro di progettazione e dalle sue ricerche sugli effetti sociali dell'automazione con l'ILO di Ginevra e con l'European Foundation nascono due libri: Automation and work design del 1984 e Technological development and the improvement of living and working conditions del 1989. In essi Butera conclude che le nuove tecnologie non avranno effetti deterministici poiché esse sconvolgono sì l'esistente, ma è solo la progettazione di nuovi sistemi sociotecnici quella che disegnerà le nuove organizzazioni, le nuove imprese, le nuove città, le nuove società e soprattutto la qualità e quantità del lavoro. Per far ciò i diversi attori (imprese, istituzioni, scuole, sindacati, media) dovranno mettere in atto modalità partecipative per perseguire congiuntamente obiettivi di prosperità economica, di sostenibilità e di qualità della vita. Su questa linea di ricerca e di azione Butera continua ad occuparsi di progettazione integrata insieme con colleghi di altre discipline fino ad oggi nei programmi di Industria 4.0.
Tutto questo fu anche l'oggetto di un grande e inconsueto convegno del 1988 Joint Design of Technology, Organization and People organizzato dall'Istituto RSO e svolto dentro la Scuola di San Rocco di Venezia in cui duecento persone da tutto il mondo parteciparono abbacinate dai dipinti del Tintoretto: fra questi Louis E. Davis, Michael Scott Morton, Michael Shuman, Thomas Sheridan, Thomas Martin, Antonio Ruberti, Umberto Colombo, Bruno Pavesi, Giancarlo Lombardi, Bruno Trentin, Luciano Gallino, Cristiano Antonelli, Domenico De Masi e molti altri.

### Reti di impresa e Impresa Rete
Federico Butera introdusse nel 1988 in Italia l'analisi e la progettazione delle reti di impresa e della impresa-rete. Organizzazioni a rete sono quelle strutture organizzative in cui vasti processi (di valorizzazione, ricerca, produzione, scambio, informazione e altro) attraversano i confini di una singola organizzazione e delle loro articolazioni interne in virtù della azione convergente di più attori o soggetti organizzativi distinti (che danno luogo in qualche misura e per qualche tempo ad un attore collettivo nuovo che opera con strutture regolative esplicite e/o latenti". Nel 1988 egli con l'Istituto RSO organizzò a Camogli un workshop internazionale sull'impresa rete, a cui contribuirono, oltre ai promotori Federico Butera, Gianfranco Dioguardi, Giulio Sapelli, Giovanni Dosi, Paolo Perulli, Giorgio De Michelis, anche altri importanti studiosi come Oliver Williamson, Howard Aldrich, Ken-Ichi Imai, Giacomo Beccattini, Claudio De Mattè, Sergio Vaccà, Sebastiano Brusco, Arnaldo Bagnasco e dirigenti di imprese come Fiat, Benetton, Enea, Lega Coop, Impresa Dioguardi.
Nel 1990 Butera pubblicò il libro-manifesto che sarà ristampato in oltre venti edizioni, Il castello e la rete. Sulle reti fra le piccole e medie imprese nel 2001 pubblica la ricerca condotta alla Sloan School del MIT con il titolo Il Campanile e la rete. Su questi temi dura fino ad ora il sodalizio con Gianfranco Dioguardi, che pubblicherà in Italia e all'estero libri importanti come Network Enterprise del 2010. Le ricerche condotte su cooperative di consumo, la Fiat, sistemi di istruzione pubblica, parchi scientifici e tecnologici, organizzazione delle Regioni, reti dei beni culturali, adottano i concetti e i metodi sviluppati in questa area di studio.

### Dalla responsabilità sociale d'impresa all'impresa integrale
L'impresa può avere un'anima, si chiedeva Adriano Olivetti? Butera lavorò a partire dagli anni ‘90 su questa domanda, cercando di superare la nozione riduttiva e sovrastrutturale della responsabilità sociale d'impresa.
Condusse nel 2000 una vasta ricerca su incarico di Ivano Barberini della Lega Coop, pubblica numerosi articoli e propone il concetto di impresa integrale definita come "l'impresa che persegue in modo integrato elevate performance economiche e sociali, che agisce concretamente per proteggere e sviluppare l'integrità degli stakeholder e dell'ambiente fisico, economico e sociale, che ha condotte eticamente integre.
In un progetto alla Zambon del 2009, Elena Zambon e le sue sorelle ridefinirono la loro impresa come impresa integrale condividendo con tutti i dipendenti i valori, i processi, i comportamenti.
Butera curò nel 2016 un numero speciale di Studi Organizzativi dedicato a Luciano Gallino e, insieme a Angelo Pichierri, Giuseppe Berta, Giuseppe Bonazzi, Arnaldo Bagnasco, Alessandro Cavalli, Anna Grandori, Bruno Lamborghini e altri, esplora la natura e i limiti dell'impresa olivettiana.

### L'Italian way of doing industry
La ricerca sulle medie imprese per Butera era iniziata negli anni 90 e pubblicata nel volume La media impresa con Massimo Saita. Con Giorgio De Michelis, Butera nel 2011 condusse una ricerca sulle imprese italiane che hanno avuto successo concludendo che esiste una "Italian Way of Doing Industry "originale, caratterizzato dall'orientamento al cliente, dalla costruzione di nuovi mercati, dalla qualità, al design, dalla cura delle persone e dall'essere imprese integrali. Il volume L'Italia che compete. L'Italian way of doing industry, FrancoAngeli, raccoglie gli atti del convegno in cui questa ricerca viene discussa con Alberti, Marini, Micelli, Sinatra, Varaldo e altri.

### Una biografia scientifica e professionale nel volumeOrganizzazione e Società. Innovare le organizzazioni per l'Italia che vogliamo,Marsilio 2020
Nel 2020 Butera pubblica in un volume di 450 pagine la sintesi della sua biografia scientifica e professionale.Il libro racconta progetti e scoperte, propone concetti, grammatiche e sintassi, metodi lungo il non concluso allontanamento dai modelli burocratici e gerarchici del taylor-fordismo. I capitoli riportano e aggiornano le scoperte e le ricerche sui temi di cui si è occupato.
Il volume è uno strumento interdisciplinare per gli studiosi e gli studenti di scienze dell'organizzazione; è un testo per i manager privati e pubblici; è un'ispirazione per i policy maker per intervenire sulle emergenze economiche e sociali del Paese generate da organizzazioni inefficaci, inefficienti, corrotte.
Focus del libro è il futuro della nostra società italiana di organizzazioni che cambiano. L'innovazione e la rigenerazione organizzativa non sono l'"intendenza che seguirà" l'economia e la politica, ma un autonomo campo di azione culturale, scientifico e politico per affrontare la crisi italiana e per progettare la quarta rivoluzione industriale. Esso contiene la proposta di un'Italy by Design fatta di culture, programmi e azioni condivise per pianificare, progettare, sviluppare, insieme tecnologie, organizzazioni, lavoro.